# Васильев, Александр Гордеевич
Александр Гордеевич Васильев (1 (13) ноября 1878, Санкт-Петербург ― 31 декабря 1948, Ленинград) ― русский советский фаготист, заслуженный деятель искусств РСФСР (1940), профессор Ленинградской консерватории.

## Биография
Учился в инструментальных классах Придворной певческой капеллы у И. Ф. Плацатки (окончил в 1897 году).
В 1907 был принят в придворный оркестр (после 1917 ― оркестр Ленинградской филармонии) и был его солистом в течение более чем сорока лет. Преподавал в консерватории с 1927 (с 1931 заведовал кафедрой деревянных духовых инструментов).
Васильев ― один из основоположников (наряду с Иваном Костланом) отечественной школы исполнения на фаготе. Среди его учеников ― Дмитрий Ерёмин, Григорий Ерёмкин, Михаил Халилеев. Игра Васильева отличалась большой виртуозностью, красотой звучания инструмента. Васильев ― автор ряда переложений для фагота и учебных сочинений.
21 февраля 1938 года награждён орденом «Знак Почёта» в связи с 75-летним юбилеем Ленинградской консерватории и за выдающиеся заслуги в области подготовки музыкальных кадров.